# Морейра, Виктор
Виктор Уго Морейра Тейшейра (кат. Victor Hugo Moreira Teixeira; 5 октября 1982, Марку-ди-Канавезиш, Португалия) — андоррский футболист, полузащитник. Выступал в национальной сборной Андорры.

## Биография

### Клубная карьера
Выступал за клуб «Ранжерс» из города Андорра-ла-Велья. 13 июля 2006 года дебютировал в еврокубках в выездном матче квалификации Кубка УЕФА против боснийского «Сараево» (3:0), Морейра начал матч в основе, но на 58 минуте был заменён на Эктора Кордобу. В следующем домашнем матче «Ранжерс» также проиграл, со счётом (0:2). В июле 2007 года сыграл в двух проигрышных матчей квалификации Лиги чемпионов против молдавского «Шерифа» (5:0 по сумме двух матчей).
Летом 2009 года перешёл в клуб «Сан-Жулиа». В июле 2009 года провёл 3 матча в квалификации Лиги чемпионов. В ответном матче против команды «Тре Фиори» (1:1 основное время и 6:5 по пенальти), Морейра забил первый гол в поединке на 39 минуте в ворота Массимилиано Микелетти. В следующем раунде «Сан-Жулиа» уступила болгарскому «Левски» (9:0 по сумме двух матчей). В сентябре 2009 года в матче за Суперкубок Андорры «Сан-Жулиа» обыграла «Санта-Колому» со счётом (2:1).
По итогам сезонов 2008/09 и 2011/12 сайт УЕФА называл Виктора Морейра — игроком года в Андорре. В сезоне 2011/12 был назван лучшим игроком сезона в результате голосования капитанов и тренеров чемпионата Андорры.
Летом 2012 года перешёл в «Лузитанс». В сентябре 2013 года вместе с командой стал победителем Суперкубка Андорры, «Лузитанс» обыграл «Унио Эспортива Санта-Колома» со счётом (1:0). В 2014 стал игроком «Андорры».

### Карьера в сборной
26 марта 2008 года дебютировал в национальной сборной Андорры в товарищеском матче против Латвии (0:3), Морейра вышел на 70 минуте вместо Маноло Хименеса. В рамках отборочного турнира на чемпионат мира 2010 в ЮАР Сомоса сыграл 3 матча.

## Достижения
- Финалист Кубка Андорры (1): 2014
- Обладатель Суперкубка Андорры (2): 2009, 2013